# Wantssluipvlieg
De wantssluipvlieg (Phasia hemiptera) is een vlieg uit de familie van de sluipvliegen (Tachinidae). In tegenstelling tot de meeste sluipvliegsoorten  parasiteren hun larven niet op insectenlarven zoals rupsen, maar op volwassen insecten.

## Naam en indeling
De wetenschappelijke naam van de soort werd gepubliceerd  door Johann Christian Fabricius in 1794. De soortaanduiding hemiptera komt overeen met de wetenschappelijke naam van de orde van de halfvleugeligen, de insecten waarop ze parasiteren.

## Uiterlijke kenmerken
De wantssluipvlieg bereikt een lichaamslengte van acht tot twaalf millimeter. In tegenstelling tot de meeste sluipvliegen heeft het lichaam slechts weinig beharing. Het achterlijf is sterk afgeplat en behaard oranje. Het insect heeft een donkere rugstreep. De structuur en kleur van de vleugels van de mannetjes en vrouwtjes verschilt, dit wordt seksuele dimorfie genoemd. Het imposante mannetje is gemakkelijk te herkennen aan zijn brede vleugels met iriserende blauwzwarte vlekken. De vrouwtjes hebben geheel transparante vleugels, de mannetjes hebben nog bredere vleugels met een naar buiten gekromde voorrand. Hun vleugels zijn blauwzwart of donker gevlekt.
Het borststuk is aan de bovenzijde donker en niet goudkleurig. Het achterste potenpaar is meestal basaal roodachtig geel. Bij de vergelijkbare soort Phasia aurulans zijn ze uniform donker gekleurd. Een onderscheidend kenmerk is de oranjerode kleur van de haren aan de bovenzijde van het borststuk, die bij geen enkele andere soort uit de onderfamilie Phasiinae in Europa voorkomt.

## Levenswijze
De eieren worden gelegd op grote schildwantsen van de geslachten Palomena en Pentatoma. De larven komen niet direct nadat de eieren zijn gelegd uit, maar pas 52 tot 91 uur later en eten zich dan een weg in de wants. Ze voeden zich met de lichaamsweefsels van hun gastheer en veroorzaken uiteindelijk hun dood. De verpopping vindt plaats na ongeveer twee weken. De imago's komen na 2,5 tot vier weken uit, waarbij de mannetjes eerder verschijnen dan de vrouwtjes. Mannetjes leven maximaal 31 dagen, vrouwtjes slechts 21. Buiten overleven de individuen slechts ongeveer twee weken. De volwassen dieren vliegen traag en blijven dicht bij de bodem waarbij ze korte afstanden afleggen, ze verspreiden zich ongeveer 250 tot 900 meter. Ze voeden zich met stuifmeelkorrels.

## Verspreiding en habitat
De wantssluipvlieg komt wijdverbreid voor in het warmere Centraal-Europa. De volwassen dieren zijn van juni tot september te vinden in graslanden en bossen op bloeiende planten, vaak op schermbloemigen en composieten. Er is een voorkeur voor droge en warme plaatsen. De eerste generatie verschijnt van half april tot half juni, de tweede van half juli tot eind september. In Zuid-Europa komt de wantssluipvlieg minder voor. Het verspreidingsgebied breidt zich steeds verder naar het noorden uit, waardoor de soort nu ook in Denemarken, Litouwen, Noorwegen en Zweden kan worden aangetroffen. In het oosten komt de vlieg voor tot in Siberië en Japan.